# Curta

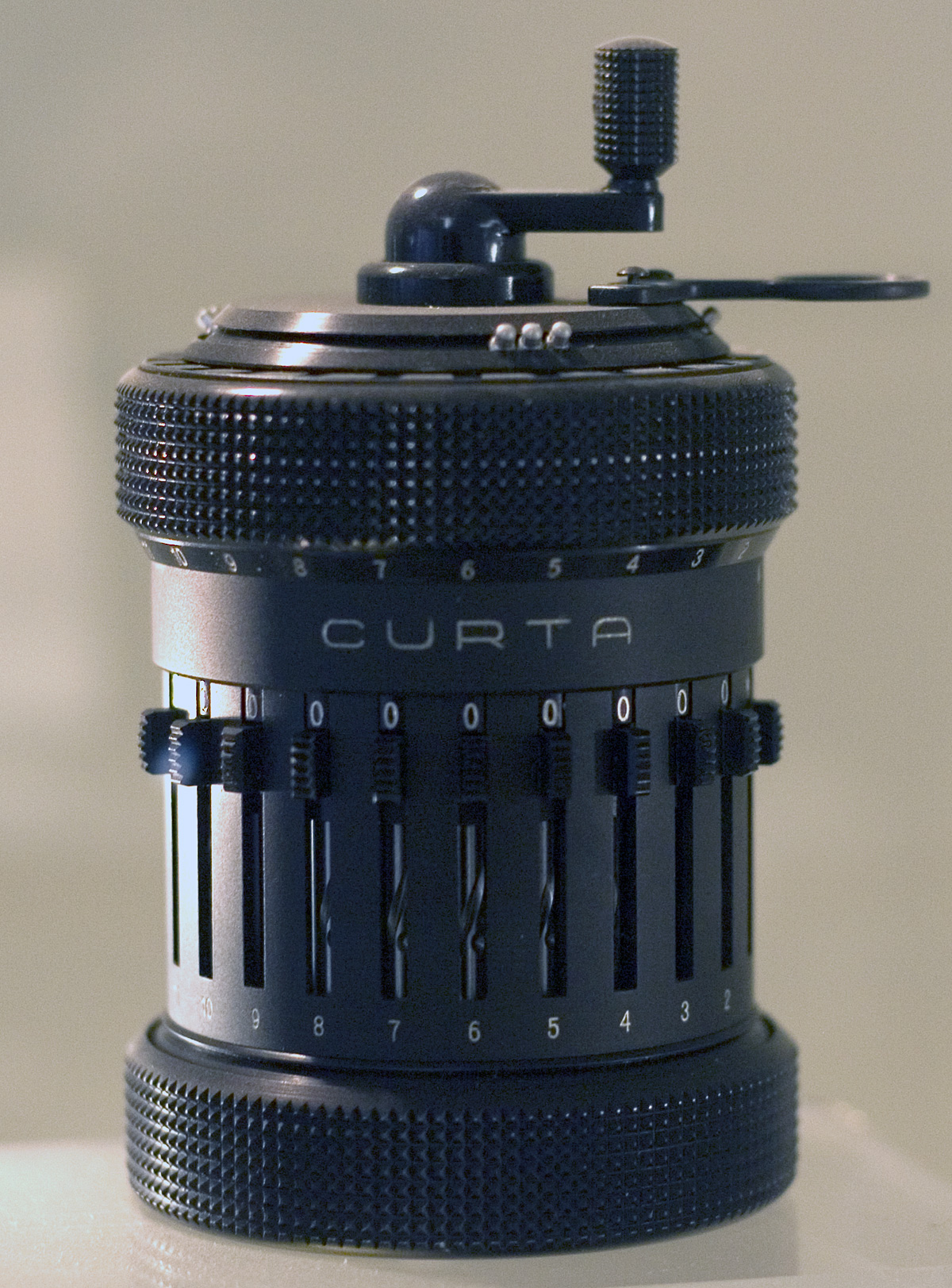
Een Curta

De Curta is een mechanische rekenmachine. Deze werd ontworpen door de Oostenrijkse ingenieur Curt Herzstark. De Curta werd vanaf eind jaren veertig tot aan 1972 geproduceerd. Het was destijds de kleinste mechanische rekenmachine.
Herzstark had het belangrijkste octrooi al in 1938 ingediend. Hij perfectioneerde het ontwerp toen hij tijdens de Tweede Wereldoorlog vastzat in het concentratiekamp Buchenwald. Na de oorlog ging hij op zoek naar een financier. De vorst Frans Jozef II van Liechtenstein was bereid in een fabriek te investeren en zo werd in dit land het bedrijf Contina AG Mauren opgericht.
Er zijn twee modellen op de markt gebracht. Met de Curta konden de vier basisoperaties uit de wiskunde worden uitgevoerd, namelijk optellen, aftrekken, vermenigvuldigen en delen. De cijfers worden ingevoerd door middel van schuifknoppen aan de zijkant. De berekening wordt uitgevoerd door de slinger aan de bovenkant rond te draaien.
De Curta is ondertussen een verzamelobject geworden. In het Liechtensteinse Schaan is een museum voor mechanische rekenmachines te vinden waar een aantal Curta's te zien zijn.